# Mehrzad Madanczi
Mehrzad Madanczi Ardakani (per. مهرزاد معدنچى, ur. 10 stycznia 1985 w Szirazie) – piłkarz irański grający na pozycji lewego pomocnika lub napastnika.

## Kariera klubowa
Madanczi piłkarską karierę rozpoczął w rodzinnym mieście Sziraz, w tamtejszym zespole Homa Sziraz i w jego barwach występował w niższej lidze Iranu. Po udanych występach w Homie Sziraz przeszedł w 2002 roku do jednego z dwóch czołowych klubów w mieście, Fajr Sepasi i w jego barwach zaliczył debiut w irańskiej pierwszej lidze. W Fajr Sepasi grał do lipca 2005 i wtedy został zawodnikiem stołecznego Persepolis.
W sezonie 2005/2006 Madanczi wywalczył miejsce w podstawowym składzie Persepolis, a pod koniec sezonu trener klubu Arie Haan przesunął go z lewego skrzydła do ataku, w którym został partnerem Dżawada Kazemiana, najlepszego strzelca zespołu. W Pucharze Hafzi Madanczi zdobył 7 bramek, w tym hat-trick a w spotkaniu z Aboomoslem Meszhed. W sezonie 2006/2007 zajął z Persepolis 3. miejsce w lidze, a za swoją postawę otrzymał nagrodę dla piłkarza sezonu.
10 lipca 2007 Madanczi podpisał roczny kontrakt z drużyną Al-Shaab wywodzącą się ze Zjednoczonych Emiratów Arabskich. Kosztował 500 tysięcy dolarów. W sezonie 2008/2009 grał w Al-Nasr Dubaj, a w sezonie 2009/2010 - w Al-Ahli Dubaj. W sezonie 2010/2011 był zawodnikiem Steel Azin, a latem 2011 przeszedł do Al-Shaab. W sezonie 2012/2013 grał w Persepolis, a wsezonie 2013/2014 w Fajr Sepasi, w którym zakończył karierę.

## Kariera reprezentacyjna
W reprezentacji Iranu Madanczi zadebiutował 20 sierpnia 2003 w przegranym 1:2 towarzyskim meczu z Białorusią. W 2006 roku Branko Ivanković powołał go do kadry na Mistrzostwa Świata w Niemczech, na których wystąpił we wszystkich 3 meczach grupowych: przegranych 1:3 z Meksykiem i 0:2 z Portugalią oraz zremisowanym 1:1 z Angolą. W 2007 roku wystąpił w Pucharze Azji 2007 – dotarł do ćwierćfinału.